# إل. فرانك
إل. فرانك (بالإنجليزية: L. Frank)‏ هي رسامة ومصورة أمريكية، ولدت في 1952.